# Sognefjorden

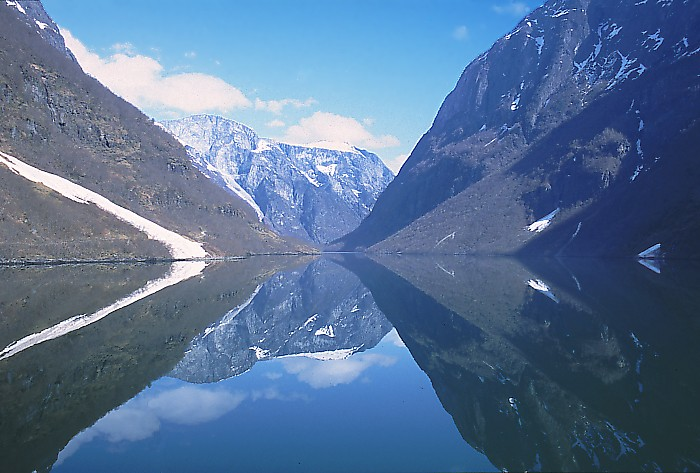
Sognefjorden.

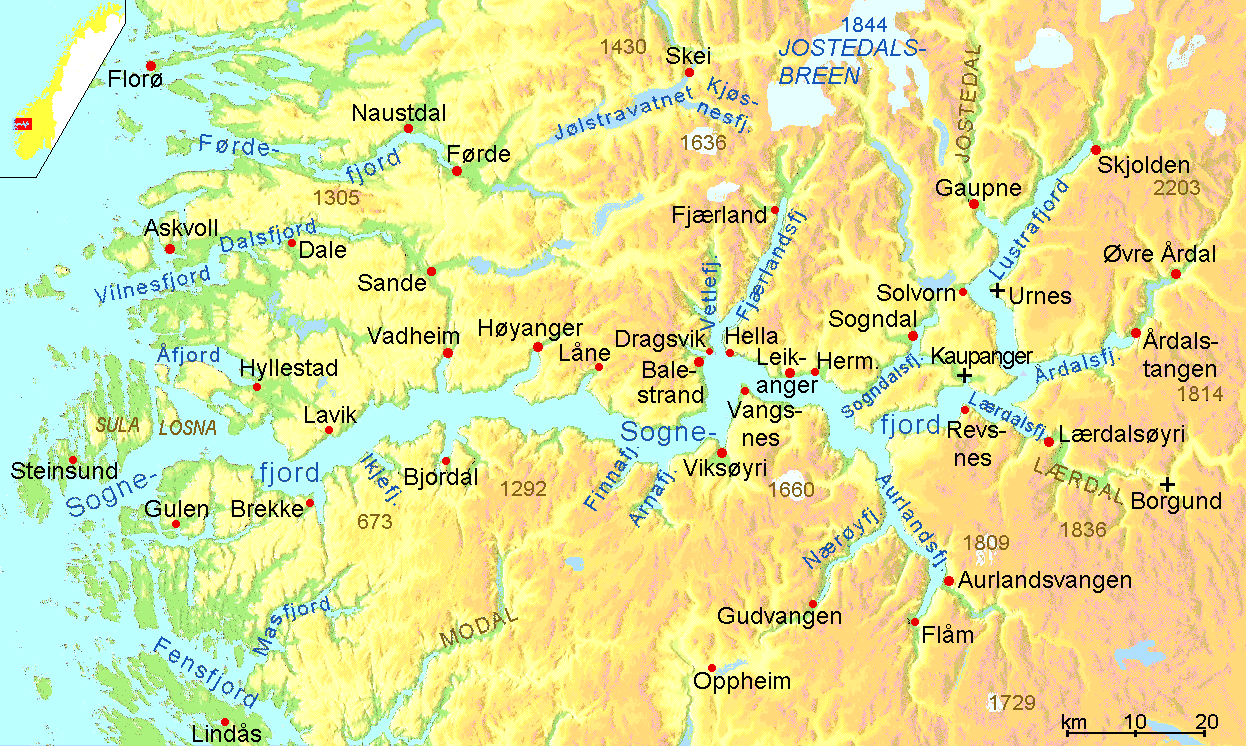
Karta över Sognefjorden.

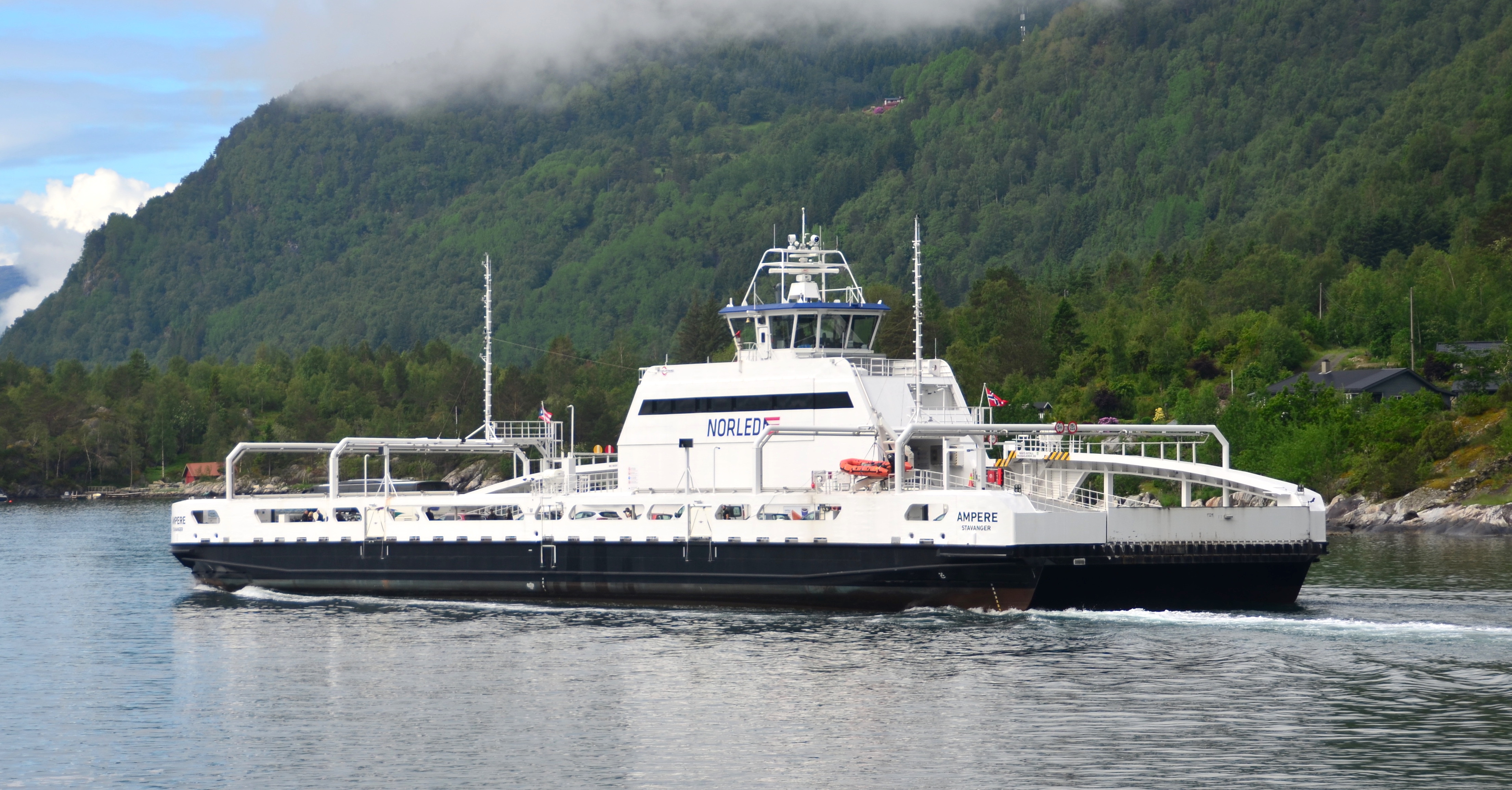
Färjan M/F Ampere mellan Lavik och Oppedal på Sognefjorden

Sognefjorden är Norges längsta fjord. Den är 205 kilometer lång, vilket gör den till världens näst längsta fjord, endast överträffad av Scoresby Sund på Grönland. Den ligger i Vestland fylke och sträcker sig från Jotunheimen i öst till kusten vid Vestlandet. Vid fjordens inlopp ligger ökommunen Solund och längst in ligger industriorten Årdalstangen. Fjorden är djup, på sitt djupaste ställe 1 308 meter, medan den vid inloppet endast är cirka 100 meter djup. Klipporna på sidorna av fjorden kan bli cirka 1 000 meter över vattenytan. Bergstopparna runt fjorden når ofta över 1 500 meters höjd. Vid Årdal kan man se ett berg som är 2 403 meter högt. Den västligaste delen av fjorden ut mot Nordsjön kallas Sognesjøen.

## Olyckor och förlisningar
Vid flera tillfällen under 1980-talet jagade den norska marinen ubåtar i Sognefjorden.